# Chaetophiloscia sicula
Chaetophiloscia sicula là một loài chân đều trong họ Philosciidae. Loài này được Verhoeff miêu tả khoa học năm 1909.